# 田口圭太
田口 圭太（たぐち けいた、1926年（大正15年）5月1日 - 2017年（平成29年）2月16日）は、昭和から平成時代の実業家。ユニチカ社長、同会長。

## 経歴
京都府宇治市出身。田口寛・露子の長男。1948年（昭和23年）京都大学工学部繊維化学科を卒業後、日本レイヨンに入社。1973年（昭和48年）5月、ユニチカ取締役、常務、専務、副社長を経て、1989年（平成元年）6月、社長に就任した。
この間、ユニチカテキスタイル常務、ユニチカレーヨン社長、同会長を歴任した。1991年（平成3年）4月、藍綬褒章を受章した。2017年（平成29年）2月16日、老衰により死去した。

## 親族
- 義弟 森下忠（妹郷美夫、刑法学者）[1]